# قرية امبتول (الوضيع)

تعديل مصدري - تعديل

قرية امبتول هي إحدى قرى عزلة  الوضيع بمديرية الوضيع التابعة لمحافظة أبين، بلغ تعداد سكانها 53 نسمة حسب تعداد اليمن لعام 2004.